# Angel (Buffy och vampyrerna)
Vampyren Angel var från början en rollfigur i serien Buffy och vampyrerna, men han blev så populär att han fick en egen serie, Angel, vilket förklarar att han lämnar serien Buffy och vampyrerna efter den tredje säsongen. Angel spelas av David Boreanaz.

## Historia
Angel föddes med namnet Liam på Irland på 1700-talet. När han var 26 år vad det bara alkohol och kvinnor som intresserade honom och han ville ut i världen och resa. Under en kväll på en krog lade han märke till en attraktiv kvinna, Darla, som lockar ut honom i en gränd och förvandlade honom till en vampyr. När Liam vaknade upp som vampyren Angelus slaktade han hela kvarteret, till och med för sitt eget nöjes skull. Senare stötte Angelus på den unga nunnan Drusilla, som han gjorde galen och förvandlade till en vampyr. Hon förvandlade i sin tur den unge poeten William Pratt till den vampyr som antog namnet Spike.
År 1898 dödade Angelus en favoritmedlem i en zigenarstam. Som straff förbannade de honom genom att ge honom en mänsklig själ och därmed ett samvete. Bara ett ögonblick av perfekt lycka kan bryta förbannelsen, men på grund av sin själ känner Angelus stor skuld för sina gärningar som vampyr och har svårt att vara lycklig. Han försöker ändå återuppta sin relation med Darla men det går i stöpet då han inte lyckas bevisa att han, trots sin själ, är en värdig vampyr. Misslyckandet består i att han inte kan förmå sig att döda ett barn. Han flyr då, troligen till USA, och gömmer sig i århundraden, varefter han 1996 möter demonen Whistler. Whistler övertalar honom att bekämpa ondskans krafter genom att hjälpa den nya Dråparen Buffy Summers i den lilla kaliforniska staden Sunnydale. När Angelus träffar Buffy presenterar han sig inte som Liam eller Angelus - han presenterar sig som Angel.

## Sunnydale
Angel visar sig vara en effektiv medhjälpare i kampen mot ondskan. I och med att han har levt cirka 250 år som vampyr besitter han bred kunskap om vampyrer, demoner och ondska. Allt som tiden går blir Angel och Buffy mer och mer intresserade av varandra. Trots att de försöker kan de inte förneka känslorna som finns emellan dem och inleder slutligen ett förhållande. Förhållandet är komplicerat redan från början, men problemen har bara börjat.
När Angel och Buffy tillbringar natten tillsammans för första gången upplever Angel en stund av perfekt lycka, vilket häver förbannelsen. Utan sin själ och sitt samvete förvandlas Angel återigen till Angelus, en av historiens mäktigaste och grymmaste vampyrer. Angelus slår följe med några av sina gamla vänner, Drusilla och Spike, som just kommit till Sunnydale. Som vampyr finner han nöje i att tortera Buffy och hennes vänner, slutligen dödar han Rupert Giles' flickvän Jenny Calendar.
I samma veva försöker Angelus återuppväcka demonen Acathla i syfte att frambringa Apokalypsen. Trots deras känslosamma historia bestämmer sig Buffy för att stoppa honom. I sista stund, och mitt under kampen mellan Buffy och Angel, lyckas Willow Rosenberg återställa hans själ, varvid Angelus blir Angel igen. Trots det dödar Buffy honom, för att rädda världen. Efter cirka ett år återkommer han från Helvetet, något skakig, och får då i hemlighet hjälp av Buffy. När han blivit återställd inser han att det fanns en mening i att han blev frisläppt från Helvetet, det är tänkt att han ska tjäna ett högre syfte. På grund av alla komplikationer tar Angel det svåra beslutet att lämna Buffy och Sunnydale.

## Los Angeles
Efter allt som hänt i Sunnydale flyttar Angel till Los Angeles. Han är ledsen över att han varit tvungen att lämna sitt livs kärlek, men han får stöd av de personer han träffar i Los Angeles, nämligen halvdemonen Allen Francis Doyle som skickats av The Powers That Be, och Cordelia Chase, som i syfte att bygga upp en skådespelarkarriär har flyttat till Los Angeles. Tillsammans bildar trion Angel Investigations. Genom Angel Investigations hjälper trion de som behöver hjälp. Doyle dör i kampen mot ondskan, men lyckligtvis finns det hjälp att få på annat håll. Wesley Wyndam-Pryce, som i säsong tre av Buffy och vampyrerna var Faith Lehanes Väktare, ansluter sig till byrån. Angel Investigations får ytterligare ett tillskott när Charles (Gunn) Gunn, en före detta demonjägare, slår följe med gänget.
Lorne, känd som "The Host", kommer från dimensionen Pylea. Efter ha besökt Pylea får gänget ännu en medlem, Winifred Burkle. Senare i serien har Angel och Darla sex, vilket resulterar i att hon blir gravid med Angels son Connor. Serien får i säsong fem tillskott av ytterligare en bekant person, Spike, som nu är ett spöke som behöver hjälp. Under seriens gång är advokatfirman Wolfram & Hart den huvudsakliga fienden. Seriens final handlar om den sista kampen mellan Angel Investigations och Wolfram & Hart, The Senior Partners och The Circle of the Black Thorn.